# Ходас
Ходас (мађ. Hodász) је град у жупанији Саболч-Сатмар-Берег, у региону Северне Велике равнице у источној Мађарској.

## Географија
Налази се на надморској висини ид 147 m, покрива површину од 6.042 km2 (2.333 sq mi) и има популацију од 4.815 становника (2015).

## Историја
Име села појављује се у регистру Варад 1219. године као Хетени (Hetény). Њено насељељавање се догодило у 10 и 11. веку. У раном средњем веку његово становништво чинили су овдашње штитоноше и краљеви дворјани. Лов на даброве, који живе у бројним малим барама у околини, био је стога занимање за посебан популациони елемент замка.
Године 1272. краљ Иштван V и његов брат Јанош Миклош Копаш, син Алмошев, одрекли су се овог поседа и пренели га на синове Иштвана Канторјаношија за 40 марака. Тако су већ 1272. године ови други делили власничка права, а коначно су га суседни Јаноши стекли за себе. У средњем веку припадао је властелинству Кантор, које се састојало од три села.
У границама Ходаса некада, сада више не постоје, су се налазила насеља Руска (Ruszka), Мартони  (Martoni), Радалф (Radalf) и Копањтелке (Koppánytelke).

## Становништво
Године 2001. 60% становништва насеља се изјаснило као Мађари, а 40% Роми.
Током пописа 2011. 93,1% становника рекло је да су Мађари, 22,9% Роми (6,7% се није изјаснило. Због двојног идентитета, укупан број може бити већи од 100%). Верска дистрибуција је била следећа: римокатолици 9,1%, реформатори 26,9%, гркокатолици 37,8%, неденоминациони 4,2% (12,3% није одговорило).